# يويل غرودوفسكي
يويل غرودوفسكي (بالألمانية: Joel Grodowski) لاعب كرة قدم ألماني. يلعب حالياً لصالح نادي أرمينيا بيليفيلد الذي ينافس في الدوري الألماني الدرجة الثالثة.

## وصلات خارجية
- يويل غرودوفسكي على موقع قاعدة بيانات كرة القدم.إي يو (الإنجليزية)
- يويل غرودوفسكي على موقع Soccerway.com (الإنجليزية)
- يويل غرودوفسكي على موقع عالم كرة القدم.نت (الإنجليزية)